# Berdi Begue
Berdi Begue ou Berdi Bei foi cã da Horda Azul de 1357 a 1359, em sucessão a seu pai Jani Begue (r. 1342–1357), a quem quiçá assassinou. Seu reinado foi breve, terminando com seu assassinato nas mãos de seu irmão Culpa (r. 1359–1360).